# Хилл, Джошуа (авантюрист)
Джо́шуа Хилл (англ. Joshua Hill; 15 апреля 1773, Делавэр — ?) — американский авантюрист и общественный деятель Питкэрна. Лидер Питкэрна с самопровозглашённым титулом «Президент Содружества Питкэрн» с 1832 по 1837 год.
До того, как стать руководителем острова, Джошуа Хилл путешествовал по различным уголкам мира. В 1830 году безуспешно пытался поселиться на Гавайях, а в 1831 году его приняли на Таити. В 1832 году он прибыл на Питкэрн, который впервые был заселен в 1790-х годах британскими мятежниками с корабля HMS Bounty и некоторыми присоединившимися к ним таитянами. Потомки мятежников решили вернуться на Таити после смерти последнего мятежника Джона Адамса, но спустя время вновь вернулись на Питкэрн. Хилл, воспользовавшись нестабильностью, смог быть избран президентом острова.
Со временем правление Джошуа Хилла становилось всё более тираническим, и он начал заключать в тюрьму многих жителей острова, вёл борьбу с диссидентами, включая борьбу с некоторыми находящимися к нему в оппозиции соотечественниками, тоже прибывшими на Питкэрн, проводил порки. Отъезд англичанина Джона Ханна Ноббса и его приближённых вызвал реакцию, и власть Хилла постепенно уменьшалась.
В декабре 1837 года ложные заявления Джошуа Хилла о претензии на представление от имени британского правительства были разоблачены. В результате он был свергнут и изгнан с острова.
Согласно оценке ряда исследователей, Хилл во время своего правления установил на острове диктатуру.

## Биография
Джошуа Хилл родился 15 апреля 1773 года на восточном побережье Северной Америки в британской колонии Делавэр и стал девятым ребёнком в семье.
Его отец Уильям Хилл (1710—1787) до 1778 года работал в законодательном собрании колониального штата Делавэр и служил в Континентальном конгрессе. В 1778 году Уильяма пытались арестовать за нелояльные высказывания, но в последовавшей драке двое посланных против него солдат были убиты. Уильям Хилл, захватив оружие, оставив мятежные провинции и потеряв всё своё нажитое в Америке состояние, стал верен британской короне и перебрался с семьёй в Канаду, а оттуда вскоре в Великобританию.

### Путешествия
1 мая 1794 года 21-летний Джошуа Хилл отплыл из Портсмута в составе крупной флотилии. Исследования в архивах Ост-Индской компании в Лондоне показывают, что Джошуа Хилл был членом экипажа на борту судна компании «Бриджуотер».
В 1802 году прибыл в Париж и прожил там пять лет. Хилл утверждал, что он присутствовал на коронации Наполеона I в 1804 году в качестве приглашённого гостя.
Джошуа Хилл, согласно его же заявлению в 1840-х годах, написал эссе о военно-морском деле, которое было опубликовано в британской газете The Morning Post 7 марта 1811 года, однако нет достоверных сведений, что оно действительно было написано им, поскольку тогда не был указан автор.
Известно, что до прибытия на остров Питкэрн Джошуа Хилл путешествовал по Европе, Северной и Южной Америке, а также Юго-Восточной Азии. Записи указывают на то, что Хилл как минимум один раз — 23 ноября 1817 года — обедал в Королевском павильоне в качестве гостя принца-регента, будущего короля Соединённого королевства Великобритании и Ирландии Георга IV. Его младший брат, также будущий король страны Вильгельм IV, был гостем на ужине.
В список друзей Хилла входил натуралист Джозеф Бэнкс. В письмах из архива Бэнкса есть письма врача Чарльза Благдена, датированные летом 1802 года, которые указывают на то, что Благден, как секретарь Лондонского королевского общества, представил Джошуа Хилла в Институт Франции по запросу Бэнкса. Эти записи не только доказывают, что Хилл знал Бэнкса, но и подтверждают его заявления о том, что он был знаком с ведущими членами Лондонского королевского общества и был гостем в аналогичных европейских научных обществах.

#### Гавайи
В июне 1830 года 57-летний Джошуа Хилл покинул Англию. Сначала он пытался обосноваться на Гавайях, однако губернатор острова Мауи отказал ему в предоставлении земли. Хилл поддерживал усилия миссионера Хайрама Бингема из Американского совета уполномоченных по иностранным миссиям. Сохранившиеся письма и дневники Бингема указывают на то, что в июне 1831 года Джошуа Хилл прибыл на Гавайи в Гонолулу. В то время группа французских католических миссионеров была недовольна тем, что Королевство Гавайи хотело защитить свои суверенные границы от дальнейших действий европейцев. Когда католические священники потребовали разрешения приземлиться и утвердиться в гавайской цепи вопреки воле короля Гавайев Камеамеа III, именно Хилл смог убедить их искать людей на других тихоокеанских островах, где не было миссионерского присутствия (в данном случае американского).

#### Таити
Вскоре Хилл уехал на Таити и прибыл туда в октябре 1831 года (по другим данным — в январе 1832 года), через несколько недель после того, как жители Питкэрна уехали с Папеэте домой после своей неудачной попытки эмиграции.
На Таити Хиллу удалось заполучить уважение и благосклонность главы английской церковной миссии Джорджа Притчарда, проживавшего на острове с 1824 года. Хилла представили молодой королеве Таити Помаре IV, и его «благородные» манеры вкупе со знатностью произвели на неё впечатление. Джошуа говорил всем, что был послан британским правительством с важной секретной миссией на остров Питкэрн. Никаких убедительных документов у него не было, однако и миссионеры, и власти Таити ему верили. С их помощью Хилл и отправился на «Марии» на Питкэрн.

### Президент Содружества Питкэрн
28 октября 1832 года Джошуа Хилл отплыл с Таити на Питкэрн, который был впервые заселён в 1790-х годах британскими мятежниками из HMS Bounty и некоторыми присоединившимися к ним таитянцами. Потомки мятежников вернулись на Таити после смерти последнего мятежника Джона Адамса, однако спустя время они вновь прибыли на Питкэрн. С 1832 года до своего вынужденного переселения с острова Джошуа Хилл, воспользовавшись нестабильностью, руководил Питкэрном в качестве верховного жреца острова, его президента и школьного учителя. 

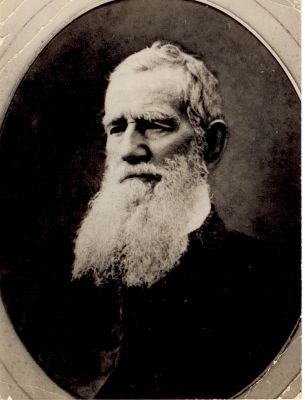
Джон Ханн Ноббс ранее занимал должность пастора и школьного учителя на острове

#### Назначение
Некоторое время туземцы не могли договориться о новом местном главе. Англичанин Джон Ханн Ноббс ещё не был принят преемником Джона Адамса. После приезда Хилл заявил местному населению, что был послан британским правительством, хотя в действительности это было не так, представившись жителям острова как «лорд Джошуа Хилл, сын Герцога Бедфорда и официальный полномочный представитель Британского Правительства». Питкэрнцы приветствовали Хилла, и, сменив Джорджа Ханна Ноббса на посту пастора и школьного учителя, он тут же назначил себя президентом так называемого Содружества Питкэрн. Таким образом, «от имени и по поручению» короля Англии Вильгельма IV Хилл провозгласил себя новым главой острова и беспрекословно велел своим «подчинённым» его слушаться. Затем Джошуа осмотрел свои владения, выбрал для себя лучший дом, выселил оттуда его хозяина — бывшего духовного лидера островитян Джона Ханна Ноббса — и въехал туда как ни в чём не бывало, что удивило питкэрнцев.
Хиллу не потребовалось большего, чтобы плавно начать свой контроль над островом. Помимо утверждения того, что он прибыл туда не случайно, а был послан Великобританией, Джошуа пригрозил отправить войска английского военного корабля, который находился в крейсерском плавании от берега, если коренные народы откажутся подчиниться ему (хотя на самом деле никакого корабля не было). Ранее Джошуа Хилл обращался в Лондонское миссионерское общество, чтобы его отправили на остров. Точно так же он пытался заявить о себе в британском правительстве, чтобы получить официальный приказ о миссии. Однако попытки были тщетны. Очарованный историей повстанцев HMS Bounty, Хилл решил отказаться от какой-либо аккредитации, чтобы стать хозяином острова.

#### Президентство
Считается, что Джошуа Хиллу удалось вывести Питкэрн из-под любой санкционированной формы британского колониального контроля, не произведя ни единого выстрела. Он пытался реформировать местную систему землевладения, учредил «общество воздержания», основал школы. Хилл установил новую религиозную политику и стремился реформировать нравы сообщества людей, чья моральная судьба, по его мнению, была на грани. Хилл отменил производство спиртных напитков, но ввёл произвольное тюремное заключение и другие суровые наказания за малейшие проступки. Джошуа лично провёл ревизию всех книг и некоторые из них публично сжёг на костре. Правление Джошуа Хилла становилось со временем более тираническим, он начал заключать в тюрьмы многих жителей острова.
В то время у Питкэрна ещё не было какого-либо статуса: остров не был английской колонией. Хиллу ничего не мешало управлять, издавать законы, пока его близкие охранники были верны ему. Лидер Питкэрна назначил четырёх мужчин старейшинами общины, трёх мужчин младшими старейшинами и четырёх мужчин «кадетами». Известно, что у Хилла была полиция из 11 человек, которые обеспечивали выполнение его указаний.
Спустя время питкэрнское общество раскололось. Большая часть островитян (в первую очередь семейства Куинталов и Маккоев) наивно поддержали нововведения, меньшинство (прежде всего Баффетт, Эванс и Ноббс) оказалось «в запуганной оппозиции». В условиях тоталитарного правления Хилл называл несогласных и инакомыслящих Баффетта, Эванса и Ноббса «паршивыми иностранцами». На острове началась борьба с диссидентами.
Вскоре Джошуа Хилл назначил свой собственный парламент — Совет Семи Старейшин — во главе с Эдвардом Куинталом, сыном мятежника Мэттью Куинтала и обновил построенную тюрьму, поочерёдно посадив туда «паршивых иностранцев» — Баффетта, Эванса и Ноббса. Далее в ход пошли телесные наказания. За малейшие провинности питкэрнцев стали пороть. Однажды Хилл приговорил к 12 ударам плёткой Джона Эванса за выражение неуважения к нему. Некоторое время спустя отец пятерых детей Джон Баффет за подозрение во внебрачных связях и супружеской измене «выиграл» три десятка ударов кошкой. После 24-го удара Эдварда Куинтала Баффетт потерял сознание и потом две недели не вставал с постели.
В 1834 году, уже не в силах больше терпеть трёх «иностранцев», и, видимо, не решаясь организовать «окончательное решение» их вопроса, президент Питкэрна Хилл приговорил их к изгнанию. 8 марта Баффетта, Эванса и Ноббса насильно посадили на первое попавшееся судно, американский китобоец «Таскан», и отправили на Таити без семей и денежных средств. Прибыв в Папеэте, изгнанники тут же пожаловались на самоуправство Хилла главнокомандующему Британским флотом в Южной Америке коммодору Мэйсону. Вдобавок вынужденные эмигранты вскоре заручились поддержкой английских миссионеров, особенно Джорджа Притчарда, который ранее оплачивал все расходы Хилла на Таити и теперь, став консулом миссии и узнав, чем занимается Хилл на Питкэрне, изменил о нём своё мнение. Благодаря его хлопотам, Баффетту, Эвансу и Ноббсу удалось на очень короткое время вернуться на остров на шхуне «Помаре» в июне 1834 года. Хилл категорически отверг все прошения о милости, лишь «великодушно» разрешив изгнанникам забрать с собой своих жён и детей, они уплыли на той же шхуне. В результате Ноббсы и Эвансы обосновались на Мангареве, а семейство Баффетта поселилось на Таити.
Избавившись от своих врагов, ликующий Хилл отправил несколько писем различным британским властям с отчётом об успешном наведении порядка «на вверенной ему территории». Более того, в Англию также ушло письмо, подписанное старейшинами, в котором они благодарили правительство за своевременно присланного «спасителя». Есть все основания полагать, что старейшины подписали этот документ под давлением Хилла. Семьи Куинталов и Маккоев уже не поддерживали его так безоговорочно, как раньше. Как и другим островитянам, им жилось также нелегко. Без оппозиции Джошуа Хилл совсем впал в паранойю.
Однажды 12-летняя дочь Артура Куинтала Шарлотта взяла без спроса несколько клубней ямса. За это «преступление» Хилл приказал жестоко избить девочку плетью. Её дядя, Эдвард Куинтал, ближайший помощник диктатора и глава Совета Старейшин, до этого момента беспрекословно исполнявший наказания, отказался поднять руку на свою племянницу. В ярости Хилл схватил эспадрон и пригрозил убить Куинтала, если он ещё раз попробует возразить. Легенда гласит, что в ответ безоружный Квинтал пантерой набросился на президента и перелетел через стол, сбив его с ног. Эдвард легко отобрал эспадрон у Хилла, и это действие островитяне дружно поддержали.
Но островитяне ещё не решились свергнуть Хилла. Всей общиной они написали Ноббсу письмо с просьбой вернуться. 16 сентября 1834 года американский бриг «Оливия» из Бостона сначала доставил семью Баффетов с Таити на Питкэрн, а 13 октября 1834 года из Мангаревы он доставил Ноббса и Эванса. Хилл провёл ещё на острове более трёх лет.
11 января 1837 года в бухте залива Баунти бросил якорь корабль «Актеон». Им командовал настоящий сын Герцога Бедфорда лорд Эдвард Рассел. В итоге произошло позорное публичное разоблачение Джошуа Хилла.

#### Изгнание
В результате разоблачения Хилл был свергнут и удалён с острова в декабре 1837 года на британском военном судне «Имоджен». Потомки коренных жителей снова взяли под свой контроль Питкэрн. Джон Ханн Ноббс вернулся из «ссылки» и всеобщим голосованием был восстановлен в должности пастора и учителя. Джошуа Хилла высадили на берег в Вальпараисо, и в конце концов он вернулся в Англию.

### После президентства
В 1841 году капитан Хилл написал меморандум британскому правительству, требуя оплаты времени, которое он потратил на удовлетворение потребностей жителей Питкэрна. В этот документ он включил язвительную атаку на Джорджа Ханна Ноббса и Джона Баффета, обвинив их в самых возмутительных деяниях с тех пор, как они прибыли на остров. В 1844 году в возрасте 71 года Джошуа Хилл написал британскому правительству резкое осуждение нравов миссионеров, побывавших на Таити во время его визита туда 12 лет назад.
Хилл делал много заявлений о том, что он был знаком с богатыми и знаменитыми британцами конца XVIII века. В августе 1846 года Хилл написал письмо герцогу Веллингтона, указывая на то, что его пребывание на Питкэрне было не единственным увлечением. В своём письме он рассказал о мелодраматическом скандале, сочинённым женой ислингтонского пекаря Софией Элизабет Гуэлф Симс. По её версии, она была дочерью Георга IV и его незаконной жены Мэри-Анны Фитцхерберт. Симс утверждала, что её воспитывал некий капитан Уильям Хилл, имевший связи с различными слугами при дворе, и его жена Мэри Уайт. Кроме того, она позже указала, что Джошуа Хилл был тем же самым капитаном Уильямом Хиллом из её истории, хотя, как она объяснила, он изменил своё имя, чтобы скрыть обман.
Дата смерти Джошуа Хилла неизвестна.

## Оценки и мнения

#### Характер
Сэр Джордж Эллиот оставил, вероятно, единственное изображение Джошуа Хилла — блеклый, расплывчатый карандашный рисунок, на котором изображён пожилой лысый мужчина с дряблой челюстью и маленькими круглыми очками. Рисунок озаглавлен так: «Джошуа Хилл: самозваный король острова Питкэрн». Надпись намекает на то, что Хилл был сумасшедшим и думал, что он король. Множество исследователей Хилла писало о том, что у него были мания величия, паранойя, эксцентричность и проявление бреда, и что сам Хилл был «психически ненормальный человек, по натуре, пожалуй, не злой, но подверженный припадкам буйства».
О Хилле сохранились воспоминания капитана Моренхута, находившегося на Папеэте во время пребывания Хилла на Таити:
Этот человек во время своего пребывания на Таити проявил почти детское тщеславие, безграничную гордыню, опасный фанатизм и непримиримую ненависть ко всем, кто смел перечить ему. Поскольку он никогда не предъявлял никаких доказательств, касающихся его мнимой миссии, люди стали подозревать, что он самозванец; но в течение более года он жил полностью на обеспечении Притчарда, который был даже обязан платить его прачке…

#### Путешествие
Путешествие Хилла с Таити на остров Питкэрн окутано неопределённостью. Петиции, написанные много лет спустя жителями островов, указывают на то, что Хилл прибыл на маленьком таитянском судне «Помаре», капитаном которого был Томас Эбрил. В официальном реестре островов, известном с момента его создания как «Регистр Баунти» (англ. The Bounty Register), зафиксировано, что в 1832 году на остров не заходило ни одно такое судно, хотя в нём числится прибытие 28 октября «Марии» под командованием Томаса Эбрила. Также, согласно регистру, «Мария» был одним из пяти кораблей, достигших Питкэрна в 1832 году. Не было зафиксировано никаких записей о фактической высадке Хилла в залив Баунти.

#### Руководство островом
Многие учёные, писавшие патографии о Джошуа Хилле, называли его «психопатом», «преследователем» и «художником-самоуверенником по преимуществу». Известный тихоокеанский историк Генри Эванс Мод пошёл ещё дальше, когда назвал Хилла «несколько зловещей фигурой». Почти все историки, которые писали о пребывании Хилла в Питкэрне, предположили, что все его утверждения были ложью. В результате они пришли к выводу, что почти невозможно узнать что-либо об этом тихоокеанском деятеле.
В 1833 году, совершив посадку в Питкэрн всего через несколько месяцев после прибытия Хилла, капитан корабля HMS Challenger Чарльз Фримантл записал, что остров «находился в наибольшем состоянии непостоянности». Большинство островитян опьянели от чрезмерного употребления спиртных напитков, дистиллированных из корня кордилины. В группу экспедиции входил англичанин Джордж Ханн Ноббс, который 10 лет был пастором острова.
В 1885 году Дж. Дж. Спрусон, помощник регистратора авторских прав в Сиднее, дал Джошуа Хилу достаточно щедрую оценку и признался, что в предыдущих его книгах Хилл был «человеком, который навязывал людям экстравагантные сведения о себе, своей значимости и своём влиянии, а также тиранию над ними». Однако он предупредил, что к этой точке зрения следует относиться с большой осторожностью, пока о нём не станет больше известно, иначе исследование может быть рассмотрено как вера в то, что мистер Хилл был хорошим человеком, который вовремя прибыл на остров, чтобы спасти жителей от жажды и который, завоевав доверие большинства из лучших людей, заставил их принять решительные меры.
Правительство Островов Питкэрн в своей исторической справке назвало Джошуа Хила «пуританским хулиганом», а также обозначило руководство Хилла островом как «период анархии и пьянства».

## В культуре
- Американец Баттерворт Стейвли, который управляет Питкэрном в рассказе «Великая революция в Питкэрне», написанном Марком Твеном в 1879 году, был основан на Джошуа Хилле[26].